# Faro Península Los Molles
El Faro Península Los Molles es un faro perteneciente a la red de faros de Chile. Se ubica en Quintero en la Región de Valparaíso.

## Historia
Se inauguró el 28 de abril de 1944 para ayudar a los barcos que entraban al Puerto de Quintero y a la refinería de Concón. En el año 2000 se modificó su sistema de iluminación.